# Планета 51
„Планета 51“ (на английски: Planet 51) е компютърна анимация от 2009 г. на режисьора Хорхе Бланко, по сценарий на Джо Стилман, и е озвучен с гласовете на Дуейн Джонсън, Джесика Бийл, Джъстин Лонг, Гари Олдман, Шон Уилям Скот, Джон Клийз и др. Филмът е международна копродукция на испанските, британски и американските компании, и е продуциран от „Ilion Animation Studios“ и „HandMade Films“, първоначално филмът е придобит за северно-американската дистрибуция от New Line Cinema, но след това е продаден от Sony Pictures преди завършването му.
Оригинално е озаглавен като „Планета Едно“ (Planet One), и по-късно е наречен като алюзия към Area 51, филмът е завършен със 70 милиона долара бюджет, който към 2010 г. е най-скъпият филм, произведен в Испания. Филмът беше пуснат на 20 ноември 2009 г. от „TriStar Pictures“. Филмът също бележи озвучаващия дебют на Джонсън.

## Синхронен дублаж
| Персонаж              | Английски език | Български език    |
| --------------------- | -------------- | ----------------- |
| Лем                   | Джъстин Лонг   | Камен Воденичаров |
| Чарлс Т. „Чък“ Бейкър | Дуейн Джонсън  |                   |
| Нийра                 | Джесика Бийл   | Гергана Стоянова  |
| Скиф                  | Шон Уилям Скот | Кирил Бояджиев    |
| Екъл                  | Фреди Бенедикт |                   |
| Генерал Гроул         | Гари Олдман    | Николай Урумов    |
| Професор Кипъл        | Джон Клийз     | Георги Мамалев    |